# John Billings
John Billings (ur. 5 marca 1918 w Melbourne, zm. 1 kwietnia 2007 w Richmond) – australijski lekarz, twórca naturalnej metody planowania rodziny, zwanej metodą Billingsów.
Studia ukończył na University of Melbourne. W czasie II wojny światowej służył jako lekarz w australijskich siłach zbrojnych w Nowej Gwinei. W 1947 roku odbył staż w Londynie, specjalizował się w neurologii.
W 1943 roku poślubił Evelyn Thomas (lekarkę pediatrę), mieli dziewięcioro dzieci. W 1953 roku rozpoczął wraz z żoną pracę nad opracowaniem naturalnej metody planowania rodziny, polegającej na obserwacji śluzu szyjkowego podczas cyklu owulacyjnego kobiety. Metoda ta została później nazwana metodą Billingsów.